# 布氏裸胸鱔
布氏裸胸鱔，又稱布氏裸胸鯙，為輻鰭魚綱鰻鱺目鯙亞目鯙科的其中一種，廣泛分布於印度太平洋海域，棲息深度4-40公尺，本魚體淡灰色，並布滿Y字型的斑紋，體長可達100公分，為底棲性魚類，生活在臨海礁石區海域，屬肉食性，具有領域性。

## 擴展閱讀
維基物種上的相關：布氏裸胸鱔